# Aad Meijboom
A.J. (Aad) Meijboom (Schiedam, 25 oktober 1951) is een Nederlands politiefunctionaris.

## Loopbaan
Meijboom begon zijn carrière bij de politie als agent in het Westland en de Krimpenerwaard. Vervolgens werkte hij bij de rijkspolitie in Breda en Nijmegen. Daarna werd hij plaatsvervangend korpschef bij de politie in de regio Gelderland-Zuid. Op 1 juni 1998 volgde hij Peter IJzerman op als korpschef van de regio Twente. Tijdens deze periode vond onder meer de vuurwerkramp in Enschede plaats.
Eind 2001 ging Bé Lutken met pensioen waarna Meijboom hem opvolgde als korpschef van de regio Rotterdam-Rijnmond. In die periode kreeg hij te maken met de strandrellen in Hoek van Holland. Op 8 februari 2010 kondigde Meijboom aan ontslag te nemen als korpschef, dit naar aanleiding van de strandrellen in Hoek van Holland. In juni 2010 werd bekend dat Frank Paauw, plaatsvervangend korpschef bij de Politie Haaglanden, voorgedragen zou
worden als opvolger voor Meijboom. Deze heeft hem op 1 oktober opgevolgd.
Op 17 september 2010 is Meijboom door het korpsbeheerdersberaad per 1 oktober benoemd tot de eerste CIO bij de Nederlandse politie. In april 2012 heeft hij deze functie neergelegd.

## Privé
Meijboom is beeldend kunstenaar. Hij aquarelleert, etst en schildert met acryl.